# Maximilian Nicu
Maximilian Nicu (n. 25 noiembrie 1982, Prien am Chiemsee, Germania de Vest, astăzi Germania), este un jucător româno-german de fotbal, care joacă postul de mijlocaș pentru FC Universitatea Cluj. Convocat la naționala României, mijlocașul Maximilian Nicu și-a prezentat în cadrul unei conferințe de presă pașaportul românesc și a declarat: „Dacă aș fi avut posibilitatea să joc în naționala Germaniei cred că aș fi ales tot România. Acum nu aș mai juca în campionatul României pentru că am așteptat mult să joc în prima ligă germană. Mai demult poate aș fi jucat în campionatul românesc. Nu cunosc foarte bine fotbalul românesc, dar cred că are potențial”.

## Carieră internațională
Maximilian Nicu a primit pe 17 martie 2009 cetățenia română, a fost selecționat la echipa națională de fotbal pentru meciurile cu Austria și Serbia și a debutat în meciul contra Austriei, intrând în finalul meciului în locul lui Bănel Nicoliță.